# Прогон Копта
Копти су изворни египатски хришћани, углавном православни, који тренутно чине око 10 до 20% становништва Египта - највеће верске мањине у тој земљи. Од инвазије муслимана на ове просторе Копти трпе прогон током читаве своје историје. Хјуман Рајтс Воч је у свом извештају за 2010. годину уочио "растућу верску нетолеранцију" и верско насиље над коптским хришћана у последњих неколико година, и неуспех египатске владе да ефикасно истраже правилно и гони оне који су одговорни Отмица и нестанак коптских хришћанских жена и девојака остаје озбиљан проблем који до дан данас није решен.

## Античко доба
По сведочењу Светог Писма Јеванђеља по Марку прву хришћанску заједницу у Александрији основали су Свети апостоли а он је постао њен први епископ. У року од 50 година од доласка Светог Марка у Александрију, фрагмент Новог завета је објављен у Оксиринхусу, што указује да је хришћанство брзо почело да се шири јужно од Александрије. До средине 3. века, знатан број Египћана су били прогањани од стране Римљана због своје хришћанске вере, почевши од Трајановог едикта. Хришћанство је толерисано у Римском царству све до 284. године, када је цар Диоклецијан покренуо масовни прогон и погубљење великог број хришћанских Египћана. Овај догађај је постао прекретница у историји египатске хришћанства, означавајући почетак формирања Египатске или Коптске цркве. Овај период је познат као "ери мученика" и обележава се посебно се у календару Коптске оријентално-православне цркве. У време када су Египатски хришћани били прогоњени од стране цара Диоклецијана, многи су повукли у пустињу како би се спасили. Ова пракса је убрзала раст монаштва, по ком су Копти познати. Свети Антоније Велики, Свети Пахомије, Свети Сисоје Велики и Свети Амон, узимају се као зачетници египатског монаштва. До краја 4. века, процењује се да је већина Египћана прихватила хришћанство.
451 године након Четвртог васељенског сабора, Александријска црква је подељена на два дела. Они који су прихватили одлуке Сабора назвали су се Александријска патријаршија или Халкидонци. Они који нису поштовали одлуке Сабора су означени су као нехалкидонци или монофизити. Нехалкидонци, међутим, одбацују појам монофизитизам као погрешна и инсистирају на називу Миафизитство. Већина Египћана прихватило је нехаликодонско учење, што је довело до њиховог прогона од стране Византијске власти у Египту, што се наставило све до арапског освајања Египта.

## Арапско-муслиманско освајања Египта
Арапско-муслиманско освајање Египта десило се 639. године. Египат је дуго времена и након тога остао већински хришћанска земља, иако је прилив арапских имиграната и постепена исламизација током векова променила Египат од већински хришћанске у вечински муслиманску земљу до краја 14. века.
Овај процес је убрзао прогон током и након владавине Ел Хаким би Амр Алаха (996—1021.) и крсташких ратова.

## Модерно доба
У Египту влада не званично признаје прелазак из ислама у хришћанство. Такође одређени међуверски бракова нису дозвољени, а деце хришћанских парова се често класификују као муслимани и даје им се муслиманско образовање.
Влада такође захтева дозволе за поправку цркве или изградњу нових, које сс другр стране често ускраћује.
1981. године египатски председник Анвар ел Садат, прогнао је коптског патријарха Шенуду III оптужујући га да подстиче међуверски сукоб. Садат је након тога изабрао пет епископа Kоптске цркве и захтевао до њих да изаберу новог патријарха. Они су то одбили, а 1985. године нови председник Хосни Мубарак дозвољава патријарху Шенуду III да се врати на чело Kоптске цркве.

## Специфични инциденти
- 20. јун 1981 - 10 мртвих у сукобима у Заваиа Хамра. 5 хришћани и 4 муслимана убијено и једно неидентификовано тело.[22]
- 17. новембар 1981 - Коптски свештеник свештеник Макимосе Гуиргуис је киднапован и прећено му је смрћу ако не осуди хришћанство и јавно пређе на ислам. Он одбија и ску му грло остављајући га да крвари до смрти.[23]
- 9 Март, 1992 - Мансхиет Насер, Дирот, Горњи Египат. Копт син фармера Бадр Абдулаха Масуда је убијен након што је одбио да плати порез од око 166 долара локалном лидеру исламске групе. Масудово тело је пронађено избодено ножевима.
- Мај 4, 1992 - Села Мансхиа и Вееса, Дирот, Горњи Египат. Иисламски екстремиста убија 13 коптиских пољопривредника[24]
- 13. март 1997 - муслиманска руља напада туристички воз са шпанским туристима, убивши 13 хришћана и рањава 6, у селу Накхла код Наге Хамади.
- 1997 - Ебу Куркас. Три маскирана нападача ушли су у цркву Светог Ђорђа у Абу Куркасу и убили осам Копта на недељном састанку младих. Током бекства убили су и хришћанског фармера док је заливао своје њиве.[25]
- Фебруар и април 2001. - Међународни Кристијан Концерн извештава да су у фебруару 2001. године, радикални исламисти спалили цркву и 35 хришћанских домова у Египту.
- Април 2001. 14-годишњи девојка хришћанска је киднапована, да би казнили њене родитеље јер су тајно из ислама прешли у хришћанство[26]
- 19. април 2009 - Група муслимана (Махмуд Хусеин Мохамед (26 година), Мохамед Абдел Кадер (32 година), Рамазан Фавзи Мохамед (24 година), Ахмед Мохамед Саед (16 година), и Ебу Бекр Мохамед Саед) отворила је ватру на хришћане на дочеку Васкрса и при томе убили два хришћана (Хедра Адиб (22 година), и Амир Естафанос (26 година)) и ранио још једног (Мина Самир (25 година)). Овај догађај је био у селу Хегаза, . 22. фебруара 2010. године, они су осуђени на 25 година затвора.[27]
- 7. јануар 2010. Митраљески напад три Муслимана из племена Бербер које се зове Ал-Хавара на коптске хришћане који прослављају Божић. Седам њих је убијено (укључујући и муслиманског полицајца који је покушао да их одбрани).[28]
- Јануар 1, 2011 Ауто бомба експлодирала испред једне Александријске Коптске православне цркве убила је најмање 21 и рањено најмање 79 хришћана. Инцидент се догодио неколико минута након поноћи, када хришћани су одлазили са новогодишње Црквене службе.[29][30][31]
- Јануар 11, 2011 Ментално поремећени припадник полиције отворио је ватру у возу у Самалоут станици у провинцији Миниа и при томе убио 71-годишњег копта и рањава још 5 Копта и муслимана.
- Март 5, 2011 - црква је запаљена у месту Соле, од стране групе муслиманских мушкараца љутих што је муслиманка у љубавној вези са хришћанином. Копти су покренили су велике протесте који су зауставили саобраћај у виталним областима у Каиру.[32][33]
- Април 2011 - После смрти двојице муслимана 18. априла, верско насиље избило је у јужном египатском граду Абу Куркас Ел Балад, у Миниа Говернорате, 260 км јужно од Каира. Један Копт је убијен. Коптске куће, продавнице, предузећа, поља и стока су опљачкани и запаљени.[34][35][36][37]
- 7. мај 2011 - Спор је који је започео због тврдњи муслимана да је неколико жена које су прешле у ислам отето од стране цркве и одведено против своје воље у Цркву Свете марије у Имбабу, Гиза, завршио је у насилним сукобима са 15 мртвих, међу којима је било муслимана и хришћана, и око 55 повређено. Црква је спаљена од стране муслимана[38]
- Мај 18, 2011 - Коптска црква добила је дозволу у јануару да преудреди напуштену фабрику конфекције у насељу Аин Схамс из Каира у цркву. Међутим, љуте муслиманске банде напали су цркву и десетине Копта и муслимана су ухапшени због узнемиравања. У недељу 29. маја, египатски војни суд осудио је два Коптска хришћана на пет година затвора згог наводног насиље и покушава да окрене фабрику у нелиценцираног цркву.[39]
- Октобар 9, 2011 Најтеже верско насиље догодило се 2011. години, када је египатска војска убила најмање 24 хришћана, што је постало познато као "масакр Масперо".[40]
- 18. септембар 2012 - Коптски учитељ осуђен је на шест година затвора јер је поставио цртане филмове на фејсбуку који су наводно вређали ислам и Мухамеда, али и вређали Египатског председника Мухамеда Мурси.[41]
- 25. јануара 2010. године, екстремни исламисти направили су опсаду у седишту Коптске цркве у Каиру, храму Светог Марка, убивши при томе троје људи и ранивши најмање 21 Копта и муслимана.[42]

## Стање након свргавања Мухамеда Мурсија
Египатски Копти и даље су изложени нападима исламиста. Локалним хиршћанима прете сексуална узнемиравања, вандализам, пожари и убиства. И након свргавања са власти исламистичког председник Мухамеда Мурсија, хришћанске цркве су у Египту редовно изложене пожарима. Око 40 цркава је опљачакано и порушено, а 23 је озбиљно оштећено. Иста судбина стигла је и многе школе, куће, продавнице, које припадају хришћанима.